# Caparo T1
Pour les articles homonymes, voir T1.
La Caparo T1 est une automobile sportive de deux places conçue par d'anciens membres de McLaren Technology Group. Anciennement connue sous le nom de « Freestream T1 », elle est conçue pour pouvoir rouler légalement sur route (dans certains pays dont l'Angleterre) mais avec des performances dignes d'une voiture de course.
Pour obtenir le profil fin du cockpit, la place du passager est placée aux côtés de celle du conducteur mais en retrait d'une trentaine de centimètres.
Le premier prototype a été présenté au salon Top Marques de Monaco 2006.

## Spécifications techniques complètes
- Châssis
  - Conception : Monocoque
  - Matériaux : Fibre de carbone et nid d'abeilles d'aluminium
  - Voie avant : Double triangles superposés
  - Voie arrière : Double triangles superposés
  - Roues : en magnésium (avant et arrière)
  - Freins avant : Disques en carbone-céramiques de 355 mm et étriers 6-pistons
  - Freins arrière : Disques en carbone-céramiques de 355 mm et étriers 4-pistons
  - Pneus : Michelin Pilot Sport Cup

- Dimensions
  - Longueur : 4 066 mm
  - Largeur : 1 990 mm
  - Hauteur : 1 076 mm
  - Empattement :
  - Volume du réservoir : 70 litres
  - Volume d'huile : 8 litres
  - Poids : 598 kg (à sec), 672 kg (avec tous les fluides et 50 % du réservoir d'essence)

- Boîte de vitesses
  - Type : propulsion
  - Fabricant : Hewland
  - Matériaux : magnésium/carbone
  - Positionnement : longitudinal
  - Commande : semi-automatique séquentielle à commande au volant
  - Nombre de rapports : 6 + marche arrière

- Moteur
  - Type : 4 temps, refroidi par eau
  - Conception : moteur porteur
  - Matériau : aluminium
  - Nombre de cylindres : 8
  - Angle des cylindres : 90° en V
  - Nombre de soupapes : 32
  - Distribution : par cascade de pignons et rappel des soupapes en titanes par ressorts
  - Cylindrée : 3 499 cm3
  - Alésage : 93 mm
  - Course : 64,3 mm
  - Puissance : 610 ch à 10 500 tr/min
  - Puissance au litre : 164,55 ch
  - Couple : 420 N m à 9 000 tr/min
  - Régime maximum : 10 500 tr/min
  - Position : central, longitudinal
  - Poids : 116 kg
  - Injection électronique
  - Allumage électronique statique
  - Carburant : sans plomb 98

- Performance
  - Accélération transversale : environ 3 g
  - 0-100 km/h : 2,5 s
  - 0-160 km/h : 5 s
  - 160-0 km/h : 3,5 s
  - Vitesse max : environ 330 km/h
  - Rapport poids/puissance : 907 ch par tonne ou 1,1 kg par ch (610 ch pour 672 kg)

- Consommation
  - Cycle extra urbain : 9 L/100km
  - Autonomie : environ 500 km

## Comparaison à d'autres modèles
La Caparo T1 détient le record du tour de l'émission britannique Top Gear avec une avance confortable sur des modèles tels que la Bugatti Veyron 16.4 Super Sport : 1 min 10 s 6 vs 1 min 16 s 8.